# Miyu Kato
Miyu Kato (加藤 未唯, Katō Miyu), née le 21 novembre 1994, est une joueuse de tennis japonaise, professionnelle depuis 2011.

## Carrière
Miyu Kato est principalement active sur le circuit ITF où elle possède trois titres en simple et treize en double.
En 2016, elle remporte son premier titre WTA en double au tournoi de Katowice avec Eri Hozumi.
La même année, elle fait ses débuts en Grand Chelem en double. Elle atteint l'année suivante les demi-finales de l'Open d'Australie avec Eri Hozumi.
En simple, elle se qualifie pour la première fois pour un tableau final de Grand Chelem en 2017, à l'occasion de Roland-Garros. Elle s'incline face à la 121e mondiale Taylor Townsend (6-4, 6-0).

### 2016: premier titre en double
En simple, elle passe deux fois le premier tour à Kaohsiung et à Taipei. Avec sa compatriote Eri Hozumi elle obtient deux titres à Katowice et à Honolulu, ce dernier dans la catégorie inférieure WTA 125. Toujours à Kaohsiung, elle arrive en finale avec la même partenaire.

### 2017 - 2018: première finale en simple en 2017 et titre en double en 2018
Elle s'aligne en simple dans plusieurs tournois mais ne parvient pas à passer le 2e tour. Le déclic vient alors durant le tournoi de Tokyo I. Elle élimine coup sur coup Nao Hibino (6-3 6-4), puis la tête de série numéro 4 Kristýna Plíšková (7-5 6-3). Elle poursuit son parcours en sortant Aleksandra Krunić (6-1 6-3) et Jana Fett (4-6 7-6 6-4). Elle s'inclinera en finale face à Zarina Diyas (6-2 7-5). En double, elle arrive en 1/4 de finale en compagnie de Eri Hozumi.
Toujours avec la même partenaire, en 2017 en Australie, elles arrivent jusqu'en demi-finale. Son meilleur score en majeur. Elles y éliminent Ellen Perez associée à Olivia Tjandramulia sur un double 7-6. Puis elles sortent Alizé Cornet associée à Magda Linette (3-6 6-3 6-3), puis la paire composée de deux ex numéro une mondiales Sania Mirza - Barbora Strýcová (6-3 2-6 6-2). Elles enchainent en sortant sur un double 6-3 la paire Mirjana Lučić-Baroni - Andrea Petkovic. Elles seront néanmoins sorties par la paire lauréate du tournoi Bethanie Mattek-Sands - Lucie Šafářová.
L'année suivante, elle ne passe pas les qualifications en simple, à l'exception du tournoi d'Hiroshima où elle est vaincue au premier tour. C'est en double qu'elle fait de nouveau sensation. Elle arrive deux fois en finale et décroche un titre.
Avec Makoto Ninomiya, elle décroche le titre à Tokyo. Elles éliminent les paires Momoko Kobori - Ayano Shimizu, Lyudmyla Kichenok - Katarina Srebotnik, Gabriela Dabrowski - Xu Yifan. Elles obtiennent le titre face à Andrea S. Hlaváčková et Barbora Strýcová. Notons deux finales à Auckland et Hiroshima.

### 2019 - 2021: peu de résultats en simple, aucun titre en double malgré de bons résultats
Elle n'obtient aucun titre durant deux ans. Elle parvient deux fois en finale à (Tianjin en 2019 avec Nao Hibino et Monterrey en 2020 avec Wang Yafan).

### 2022: deux finales WTA en double et un titre en WTA 125
Elle ne se présente à aucun tournoi en simple sur le circuit principal mais parvient en finale sur le circuit secondaire lors du tournoi ITF de Yokohama. Elle élimine Haruna Arakawa, Eri Hozumi, Suzuho Oshino, Ayano Shimizu. Elle se retrouve donc face à Na-Lae Han en finale.
Mais c'est en double où elle renait, alignant trois finales et un titre après deux ans sans titre.
Avec Oksana Kalashnikova, elle s'aligne lors du tournoi Paris en tant que 2e tête de série. Elles éliminent les locales Marine Partaud - Lucie Wargnier, Elsa Jacquemot - Séléna Janicijevic. Puis elles passent au tour suivant et affrontent la 3e paire tête de série Anna Kalinskaya - Anastasia Potapova. C'est la paire composée de Beatriz Haddad Maia et  Kristina Mladenovic qui les éliminent. Elle réitère son parcours avec Aldila Sutjiadi lors du tournoi de Hambourg, en tant que 3e tête de série. Elles sortent les paires composées de Anastasia Gasanova - Varvara Gracheva, puis la paire locale Nastasja Schunk associée à Ella Seidel. Elles arrivent ensuite à sortir la paire tête de série numéro une rina Bara - Monica Niculescu. Cependant, elles perdront face à Sophie Chang et Angela Kulikov. Elle arrive aussi en finale avec Angela Kulikov, lors du tournoi de Monastir. Elles éliminent Isabelle Haverlag - Prarthana Thombare et la paire anglaise Harriet Dart - Heather Watson. Elles seront sorties par la paire Kristina Mladenovic - Kateřina Siniaková.
Un titre sera obtenu avec Asia Muhammad lors du tournoi WTA 125 de Vancouver, en tant que 1re tête de série. Elles éliminent Marina Bassols Ribera - Despina Papamichail (6-2 7-5), puis les locales Eugenie Bouchard - Kayla Cross (6-1 6-3), puis plus sévèrement la 3e paire tête de série Nao Hibino - Oksana Kalashnikova (6-3 6-0). Elles gagnent le titre face à la paire tête de série numéro 4 Tímea Babos - Angela Kulikov (6-3 7-5).

### 2023: un titre en double
Avec sa nouvelle partenaire indonésienne Aldila Sutjiadi, elle remporte en début d'année le tournoi d'Auckland. En mars, elle parvient en demi-finale du WTA 1000 d'Indian Wells.
En juin 2023, elle remporte avec son coéquipier, Tim Pütz, la finale du double mixte des internationaux de France de tennis.

### 2024: titre à Hua Hin
Tête de série numéro une avec Aldila Sutjiadi, la paire obtient un titre en Thaïlande à Hua Hin.
Associée à Nadiia Kichenok, elle se rend à Roland-Garros, la paire y atteint les quarts de finale.
Elle obtient aussi deux finales; avec une autres spécialiste du double,Zhang Shuai.
À Birmingham, la paire composée de Hsieh Su-wei - Elise Mertens les élimine. À Séoul la paire sino japonaise se fait éliminée par N. Melichar-Martinez et Ludmilla Samsonova.

### 2025: finale en double à Miami
À Brisbane, elle essuie un échec au premier tour en double avec Renata Zarazúa; puis à Hobart. Toujours avec Renata Zarazúa, elle atteint les quarts de finale lors de l'Open d'Australie.
À Miami, associée à Cristina Bucșa elle arrive en finale..

## Palmarès

### Titre en simple dames
Aucun

### Finale en simple dames
| No | Date       | Nom et lieu du tournoi    | Catégorie | Dotation  | Surface    | Vainqueure   | Score    |          |
| -- | ---------- | ------------------------- | --------- | --------- | ---------- | ------------ | -------- | -------- |
| 1  | 11-09-2017 | Japan Women's Open, Tokyo | Intern'l  | 250 000 $ | Dur (ext.) | Zarina Diyas | 6-2, 7-5 | Parcours |

### Titres en double dames
| No | Date       | Nom et lieu du tournoi       | Catégorie | Dotation  | Surface    | Partenaire      | Finalistes                            | Score             |          |
| -- | ---------- | ---------------------------- | --------- | --------- | ---------- | --------------- | ------------------------------------- | ----------------- | -------- |
| 1  | 04-04-2016 | Katowice Open Katowice       | Intern'l  | 250 000 $ | Dur (int.) | Eri Hozumi      | Valentyna Ivakhnenko Marina Melnikova | 3-6, 7-5, [10-8]  | Parcours |
| 2  | 17-09-2018 | Pan Pacific Open Tokyo       | Premier   | 890 100 $ | Dur (ext.) | M. Ninomiya     | Andrea Hlaváčková Barbora Strýcová    | 6-4, 6-4          | Parcours |
| 3  | 02-01-2023 | ASB Classic Auckland         | WTA 250   | 259 303 $ | Dur (ext.) | Aldila Sutjiadi | Leylah Fernandez B. Mattek-Sands      | 1-6, 7-5, [10-4]  | Parcours |
| 4  | 20-08-2023 | Tennis in the Land Cleveland | WTA 250   | 259 303 $ | Dur (ext.) | Aldila Sutjiadi | Nicole Melichar-Martinez Ellen Perez  | 6-4, 64-7, [10-8] | Parcours |
| 5  | 29-01-2024 | Thailand Open Hua Hin        | WTA 250   | 267 082 $ | Dur (ext.) | Aldila Sutjiadi | Guo Hanyu Jiang Xinyu                 | 6-4, 1-6, [10-7]  | Parcours |

### Finales en double dames
| No | Date       | Nom et lieu du tournoi                 | Catégorie    | Dotation    | Surface      | Vainqueures                              | Partenaire      | Score             |          |
| -- | ---------- | -------------------------------------- | ------------ | ----------- | ------------ | ---------------------------------------- | --------------- | ----------------- | -------- |
| 1  | 08-02-2016 | Taiwan Open Kaohsiung                  | Intern'l     | 500 000 $   | Dur (ext.)   | Chan Hao-ching Chan Yung-jan             | Eri Hozumi      | 6-4, 6-3          | Parcours |
| 2  | 01-01-2018 | ASB Classic Auckland                   | Intern'l     | 250 000 $   | Dur (ext.)   | Sara Errani Bibiane Schoofs              | Eri Hozumi      | 7-5, 6-1          | Parcours |
| 3  | 10-09-2018 | Japan Women's Open Hiroshima           | Intern'l     | 226 750 $   | Dur (ext.)   | Eri Hozumi Zhang Shuai                   | Makoto Ninomiya | 6-2, 6-4          | Parcours |
| 4  | 07-10-2019 | Tianjin Open Tianjin                   | Intern'l     | 426 750 $   | Dur (ext.)   | Shuko Aoyama Ena Shibahara               | Nao Hibino      | 6-3, 7-5          | Parcours |
| 5  | 02-03-2020 | Abierto GNP Seguros Monterrey          | Intern'l     | 251 750 $   | Dur (ext.)   | Kateryna Bondarenko Sharon Fichman       | Wang Yafan      | 4-6, 6-3, [10-7]  | Parcours |
| 6  | 17-07-2022 | Hamburg European Open Hambourg         | WTA 250      | 251 750 $   | Terre (ext.) | Sophie Chang Angela Kulikov              | Aldila Sutjiadi | 6-3, 4-6, [10-6]  | Parcours |
| 7  | 03-10-2022 | Jasmin Open Monastir                   | WTA 250      | 251 750 $   | Dur (ext.)   | Kristina Mladenovic Kateřina Siniaková   | Angela Kulikov  | 6-2, 6-0          | Parcours |
| 8  | 23-10-2023 | WTA Elite Trophy Zhuhai                | Elite Trophy | 2 419 844 $ | Dur (int.)   | Beatriz Haddad Maia Veronika Kudermetova | Aldila Sutjiadi | 6-3, 6-3          | Parcours |
| 9  | 17-06-2024 | Rothesay Classic Birmingham Birmingham | WTA 250      | 267 082 $   | Gazon (ext.) | Hsieh Su-wei Elise Mertens               | Zhang Shuai     | 6-1, 6-3          | Parcours |
| 10 | 16-09-2024 | Hana Bank Korea Open Séoul             | WTA 500      | 922 573 $   | Dur (ext.)   | N. Melichar-Martinez Ludmilla Samsonova  | Zhang Shuai     | 6-1, 6-0          | Parcours |
| 11 | 18-03-2025 | Miami Open presented by Itaú Miami     | WTA 1000     | 8 963 700 $ | Dur (ext.)   | Mirra Andreeva Diana Shnaider            | Cristina Bucșa  | 6-3, 65-7, [10-2] | Parcours |

### Titres en double en WTA 125
| No | Date       | Nom et lieu du tournoi        | Catégorie | Dotation  | Surface    | Partenaire    | Finalistes                 | Score             |          |
| -- | ---------- | ----------------------------- | --------- | --------- | ---------- | ------------- | -------------------------- | ----------------- | -------- |
| 1  | 21-11-2016 | Hawaii Open Honolulu          | WTA 125   | 125 000 $ | Dur (ext.) | Eri Hozumi    | Nicole Gibbs Asia Muhammad | 6-73, 6-3, [10-8] | Parcours |
| 2  | 14-08-2022 | Odlum Brown VanOpen Vancouver | WTA 125   | 115 000 $ | Dur (ext.) | Asia Muhammad | Tímea Babos Angela Kulikov | 6-3, 7-5          | Parcours |

### Finale en double en WTA 125
| No | Date       | Nom et lieu du tournoi  | Catégorie | Dotation  | Surface      | Vainqueures                             | Partenaire          | Score            |          |
| -- | ---------- | ----------------------- | --------- | --------- | ------------ | --------------------------------------- | ------------------- | ---------------- | -------- |
| 1  | 09-05-2022 | Trophée Lagardère Paris | WTA 125   | 115 000 $ | Terre (ext.) | Beatriz Haddad Maia Kristina Mladenovic | Oksana Kalashnikova | 5-7, 6-4, [10-4] | Parcours |

### Titre en double mixte
| No | Date       | Nom et lieu du tournoi | Catégorie | Dotation     | Surface      | Partenaire | Finalistes                     | Score            |          |
| -- | ---------- | ---------------------- | --------- | ------------ | ------------ | ---------- | ------------------------------ | ---------------- | -------- |
| 1  | 28-05-2023 | Roland Garros Paris    | G. Chelem | 49 600 000 € | Terre (ext.) | Tim Pütz   | Bianca Andreescu Michael Venus | 4-6, 6-4, [10-6] | Parcours |

## Parcours en Grand Chelem

### En simple dames
| Année | Open d'Australie | Open d'Australie | Internationaux de France | Internationaux de France | Wimbledon | Wimbledon | US Open | US Open |
| 2017  | —                | —                | 1er tour (1/64)          | Taylor Townsend          | —         | —         | —       | —       |

À droite du résultat, l'ultime adversaire.

### En double dames
| 2016 | —                                                                                         | —                                                                                        | 1er tour (1/32) K. Nara \|\| style="text-align:left;" \| J. Rae A. Smith             | 2e tour (1/16) E. Hozumi \|\| style="text-align:left;" \| M. Hingis S. Mirza          | 1/8 de finale E. Hozumi \|\| style="text-align:left;" \| C. Garcia K. Mladenovic |   |
| 2017 | 1/2 finale E. Hozumi \|\| style="text-align:left;" \| B. Mattek-Sands L. Šafářová         | 2e tour (1/16) E. Hozumi \|\| style="text-align:left;" \| A. Barty C. Dellacqua          | 1er tour (1/32) E. Hozumi \|\| style="text-align:left;" \| M. Adamczak S. Sanders    | 2e tour (1/16) E. Hozumi \|\| style="text-align:left;" \| Hsieh S.-w. M. Niculescu    |                                                                                  |   |
| 2018 | 2e tour (1/16) E. Hozumi \|\| style="text-align:left;" \| R. Atawo A.L. Grönefeld         | 1er tour (1/32) S. Aoyama \|\| style="text-align:left;" \| S. Williams V. Williams       | 1er tour (1/32) E. Hozumi \|\| style="text-align:left;" \| T. Babos K. Mladenovic    | 1er tour (1/32) M. Ninomiya \|\| style="text-align:left;" \| N. Broady D. Collins     |                                                                                  |   |
| 2019 | 1er tour (1/32) M. Ninomiya \|\| style="text-align:left;" \| N. Hibino D. Krawczyk        | 1er tour (1/32) S. Sanders \|\| style="text-align:left;" \| A.L. Grönefeld D. Schuurs    | 1er tour (1/32) N. Hibino \|\| style="text-align:left;" \| A. Blinkova Wang Y.       | 1er tour (1/32) N. Hibino \|\| style="text-align:left;" \| N. Melichar K. Peschke     |                                                                                  |   |
| 2020 | 1er tour (1/32) O. Kalashnikova \|\| style="text-align:left;" \| Chan H.-c. Chan Y.-j.    | 2e tour (1/16) T. Zidanšek \|\| style="text-align:left;" \| H. Carter L. Stefani         | Annulé                                                                               | Annulé                                                                                | —                                                                                | — |
| 2021 | —                                                                                         | —                                                                                        | 1er tour (1/32) R. Voráčová \|\| style="text-align:left;" \| C. Burel C. Paquet      | 1er tour (1/32) R. Voráčová \|\| style="text-align:left;" \| M. Bouzková L. Hradecká  | 2e tour (1/16) S. Santamaria \|\| style="text-align:left;" \| S. Stosur Zhang S. |   |
| 2022 | 1er tour (1/32) S. Santamaria \|\| style="text-align:left;" \| S. Stosur Zhang S.         | 2e tour (1/16) A. Sutjiadi \|\| style="text-align:left;" \| C. McNally Zhang S.          | 1er tour (1/32) A. Sutjiadi \|\| style="text-align:left;" \| J. Niemeier A. Petkovic | 2e tour (1/16) A. Sutjiadi \|\| style="text-align:left;" \| D. Krawczyk D. Schuurs    |                                                                                  |   |
| 2023 | 1/8 de finale A. Sutjiadi \|\| style="text-align:left;" \| C. Gauff J. Pegula             | 1/8 de finale A. Sutjiadi \|\| style="text-align:left;" \| M. Bouzková S. Sorribes Tormo | 1/8 de finale A. Sutjiadi \|\| style="text-align:left;" \| Hsieh S.-w. B. Strýcová   | 1/8 de finale A. Sutjiadi \|\| style="text-align:left;" \| V. Azarenka B. Haddad Maia |                                                                                  |   |
| 2024 | 1er tour (1/32) A. Sutjiadi \|\| style="text-align:left;" \| E. Alexandrova A. Kalinskaya | 1/4 de finale N. Kichenok \|\| style="text-align:left;" \| C. Gauff K. Siniaková         | 2e tour (1/16) Zhang S. \|\| style="text-align:left;" \| S. Kenin B. Mattek-Sands    | 1er tour (1/32) Wang Y. \|\| style="text-align:left;" \| S. Errani J. Paolini         |                                                                                  |   |
| 2025 | 1/4 de finale R. Zarazúa \|\| style="text-align:left;" \| G. Dabrowski E. Routliffe       | 1er tour (1/32) A. Sutjiadi \|\| style="text-align:left;" \| C. Garcia D. Parry          | 1er tour (1/32) C. Bucșa \|\| style="text-align:left;" \| S. Errani J. Paolini       |                                                                                       |                                                                                  |   |

N.B. : le nom de la partenaire se trouve sous le résultat ; les noms des ultimes adversaires se trouvent à droite.

### En double mixte
| Année | Open d'Australie                                                           | Open d'Australie                                                             | Internationaux de France                                                             | Internationaux de France | Wimbledon                                                                             | Wimbledon | US Open | US Open |
| ----- | -------------------------------------------------------------------------- | ---------------------------------------------------------------------------- | ------------------------------------------------------------------------------------ | ------------------------ | ------------------------------------------------------------------------------------- | --------- | ------- | ------- |
| 2019  | —                                                                          | —                                                                            | —                                                                                    | —                        | 1er tour (1/16) B. McLachlan \|\| style="text-align:left;" \| Hsieh S.-w. Hsieh C.-p. | —         | —       |         |
|       |                                                                            |                                                                              |                                                                                      |                          |                                                                                       |           |         |         |
| 2023  | —                                                                          | —                                                                            | Victoire T. Pütz                                                                     | B. Andreescu M. Venus    | 1er tour (1/16) S. Gillé \|\| style="text-align:left;" \| L. Kichenok M. Pavić        | —         | —       |         |
| 2024  | 1er tour (1/16) T. Pütz \|\| style="text-align:left;" \| D. Schuurs H. Nys | 1/4 de finale T. Pütz \|\| style="text-align:left;" \| U. Eikeri M. González | 1er tour (1/16) N. Barrientos \|\| style="text-align:left;" \| T. Townsend J. Murray | —                        | —                                                                                     |           |         |         |
| 2025  | —                                                                          | —                                                                            | 1er tour (1/16) T. Pütz \|\| style="text-align:left;" \| L. Kichenok M. Pavić        |                          |                                                                                       |           |         |         |

N.B. : le nom du partenaire se trouve sous le résultat ; les noms des ultimes adversaires se trouvent à droite.

## Parcours en Fed Cup
| #                                                           | Date       | Lieu       | Surface    | Gagnante(s)                                       | Perdante(s)               | Score    |          |
|                                                             |            |            |            |                                                   |                           |          |          |
| 2019 - 1er tour (groupe mondial II) - Japon - Espagne - 2-3 |            |            |            |                                                   |                           |          |          |
| 1                                                           | 09/02/2019 | Kitakyūshū | Dur (int.) | Georgina García Pérez María José Martínez Sánchez | Miyu Kato Makoto Ninomiya | 6-1, 6-3 | Parcours |

## Classements WTA en fin de saison
| Année          | 2012 | 2013 | 2014 | 2015 | 2016 | 2017 | 2018 | 2019 | 2020 | 2021 | 2022 | 2023 | 2024 |
| Rang en simple | 733  | 435  | 402  | 180  | 192  | 125  | 392  | 855  | 790  | 1070 | 1083 | 428  | –    |
| Rang en double | 395  | 385  | 275  | 129  | 57   | 40   | 45   | 78   | 74   | 80   | 49   | 27   | 37   |

Source : (en) Classements de Miyu Kato sur le site officiel de la Fédération internationale de tennis